# Halophila antillaea
Halophila antillaea är en mossdjursart som beskrevs av Winston 2005. Halophila antillaea ingår i släktet Halophila och familjen Bugulidae.
Artens utbredningsområde är Mexikanska golfen. Inga underarter finns listade i Catalogue of Life.